# 리멤버 (드라마)
《리멤버》는 MBC에서 2002년 9월 18일부터 2002년 10월 31일까지 매주 수요일, 목요일 밤 21시 55분에 방영되었던 MBC 수목 드라마이다.

## 개요
순수한 정의감으로 사회악에 맞서는 젊은 검사들의 이야기를 통해 청소년들에게는 비전을, 기성 세대들에게는 희망의 메시지를 전하기 위해 기획되었다.

## 제작진
- 기획, 연출 - 신호균
- 극본 - 박찬홍

## 출연진

### 주요 인물
- 박정철 - 최동민 역
- 김승수 - 김현우 역
- 손태영 - 신지은 역
- 추소영 - 정은영 역

### 주변 인물
- 한인수 - 김도준 역
- 김기현 - 신태수 역
- 강태식 - 강태식 역
- 최불암 - 문석천 역
- 독고영재 - 강태공 역
- 김주승 - 박명도 역
- 이계인 - 계장 역
- 전혜수 - 한채영 역
- 최항석 - 오수사관 역
- 전인택 - 이영태 역
- 김혜선 - 최미란 역
- 박준규 - 전국구 역
- 김나래 - 미스공 역

## 이모저모
- 당초 이 드라마는 장용우 PD와 안재욱, 차태현, 김소연[1] 주연으로 《해치》라는 제목으로 방영 될 예정이였지만, 장용우 PD가 2001년 6월, 구속된 홍승표 계몽사 대표의 엔터테인먼트 사업에 관여했다는 사실이 밝혀지면서 MBC에 사표를 내면서 안재욱은 장용우 PD와의 의리를 지키기 위해 출연 거부를 선언했으며 차태현 역시 안재욱을 따라 하차하게 되면서 제작이 무산되었다. 홍승표는 장용우 PD가 연출한 MBC 드라마 《호텔리어》에서 배용준이 연기했던 "신동혁"의 실제모델로 화제가 됐던 인물로 당시 검찰 조사결과 장용우 PD는 무혐의 처분을 받았지만 방송사 측의 무언의 압력에 결국 사표를 낸 것으로 알려졌다. 결국 드라마 《해치》는 신호균 PD와 출연진, 시놉시스를 재정비하여 《리멤버》란 제목을 통해 20부작으로 기획했는데 첫 회부터 주인공 최동민 역의 박정철이 무기 밀수 현장을 덮쳐 활극을 벌이는 장면으로 시작한 뒤 범죄자들과 수사관들의 총격전, 주먹다짐이 이어져[2] 비난을 샀으며 극중 신지은 역의 손태영은 연기력 부족으로 시청자들에게 따끔한 질타를 받았다[3]. 게다가, 동시간대 KBS 2TV 태양인 이제마 때문에 한자릿수의 낮은 시청률을 기록하며 14부작으로 조기종영되는 수모를 겪었다[4].
- 이태란이 신지은 역 물망에 한때 거론되었으나 같은 외주제작사 드라마인 KBS 2TV 내사랑 누굴까 녹화일과 겹쳐 고사했는데[5] 김혜선(최미란 역)은 이계인(계장 역)이 출연한 KBS 1TV 대하사극 태조 왕건[6]에서 이태란이 그랬던 것처럼 이 작품의 여주인공 강비 역 물망[7]에 한때 거론됐다.